# Acraea flavescens
Acraea flavescens är en fjärilsart som beskrevs av Blachier 1912. Acraea flavescens ingår i släktet Acraea och familjen praktfjärilar. Inga underarter finns listade i Catalogue of Life.